# Libra-fuerza
La libra-fuerza (símbolos: lbf, o lbf) es una unidad física de fuerza. Una libra-fuerza es la fuerza gravitacional ejercida sobre una masa de una libra en la superficie de la Tierra.

## Equivalencia con otras unidades de fuerza
La libra avoirdupois internacional es exactamente lbm = 0,453 592 37 kg.
 Y la aceleración estándar de la gravedad de la Tierra es gn = 9,806 65 m/s² (32,174 05 ft/s²) por convenio. Relacionándolas con la segunda ley de Newton para una masa constante, se puede convertir la libra-fuerza a newton del Sistema Internacional de Unidades: